# سرود کریسمس (مجموعه تلویزیونی)
سرود کریسمس (انگلیسی: A Christmas Carol) یک مینی‌سریال تلویزیونی سه‌قسمتی بریتانیایی در ژانر خیال‌پردازی تاریک است که در ۲۲ دسامبر ۲۰۱۹ در بریتانیا از شبکه بی‌بی‌سی وان پخش شد. این مجموعه با دو روز تأخیر، در تاریخ ۲۴ دسامبر از شبکه اف ایکس در ایالات متحده آمریکا پخش شد. نویسنده هر سه‌قسمت استیون نایت است که به همراه تام هاردی و ریدلی اسکات از تهیه‌کنندگان اجرایی مجموعۀ نیز است. این مجموعۀ که اقتباسی از رمان سرود کریسمس اثر چارلز دیکنز می‌باشد، برداشتی تیره‌تر از داستان کلاسیک ارائه می‌دهد و شامل عناصر ترسناک، پیامدهای کودک‌آزاری و تن‌فروشی اجباری است.
فیلم‌برداری مجموعۀ در مه ۲۰۱۹ آغاز شد. مکان اصلی فیلم‌برداری رینهم هال در شرق لندن و بیمارستان لرد لستر در واریک انگلستان بود. گای پیرس، اندی سرکیس، استیون گراهام، شارلوت رایلی، جو آلوین، وینت رابینسون و جیسون فلمینگ گروه بازیگران را تشکیل می‌دهند.

## داستان
ابنیزر اسکروج پیرمرد بداخلاقی است که علی‌رغم ثروت بسیارش، بسیار خسیس و سنگدل است. او از کریسمس متنفر است و از مردم دوری می‌کند. در شب کریسمس، اسکروج روح شریک قدیمی‌اش، جیکوب مارلی که هفت‌سال از مرگ او گذشته‌است را به همراه سه روح کریسمس ملاقات می‌کند. آن‌ها او را با واقعیت‌هایی از گذشته او و گوشه‌ای از مشکلات مردم آشنا و بدین ترتیب زمینه را برای تحول شخصیتی وی فراهم می‌کنند.

## بازیگران
- گای پیرس در نقش ابنیزر اسکروج
- اندی سرکیس در نقش روح کریسمس گذشته
- استیون گراهام در نقش جیکوب مارلی
- شارلوت رایلی در نقش لوتی / روح کریسمس حال
- جو آلوین در نقش باب کراچیت
- وینت رابینسون در نقش مری کراچیت
- جیسون فلمینگ در نقش روح کریسمس آینده
- کیوان نواک در نقش علی‌بابا
- لنی راش در نقش تیم کوچولو
- جانی هریس در نقش فرانکلین اسکروج
- آدام ناگایتیس در نقش فرد

## تولید
در نوامبر ۲۰۱۷ شبکه بی‌بی‌سی اعلام کرد که قرار است سریالی با روایتی جدید از داستان سرود کریسمس با نویسندگی استیون نایت بسازد. نایت همچنین به عنوان تهیه‌کننده اجرایی در کنار تام هاردی و ریدلی اسکات فعالیت کرد.
در ژانویه ۲۰۱۹، اعلام شد که هاردی نیز در این مجموعۀ بازی خواهد کرد، اما نقشی که او قرار بود بازی کند فاش نشد و در نسخۀ نهایی حضور نداشت. در ماه مه گای پیرس برای بازی در نقش ابنیزر اسکروج به همراه اندی سرکیس، استیون گراهام، شارلوت رایلی، جو آلوین، وینت رابینسون و کیوان نواک به پروژه اضافه شدند. در ابتدا روتخر هاور برای بازی در نقش روح کریسمس آینده انتخاب شده‌بود اما به دلیل بیماری از پروژه کنار کشید و جیسون فلمینگ جایگزین او شد. هاور در ۱۹ ژوئیه ۲۰۱۹ درگذشت.